# キバナノアマナ属
キバナノアマナ属（キバナノアマナぞく、学名：Gagea、漢字表記：黄花の甘菜属）はユリ科の属の1つ。

## 特徴
多年草。地下にある鱗茎は径10mmほどで、薄皮で被われる。根出葉は線形で、ふつう1個。花は花茎の先端に数個が散形状につき、基部に1-3個の緑色で線形の総苞がある。花被片は6個あり、黄色か黄緑色で腺体はない。雄蕊は6個、花糸は基部がやや広い糸状、葯は円形または楕円形になる。子房は上位で3室あり、各室に多数の胚珠がある。
アジアからヨーロッパに200種ほどあり、日本には3種ある。
属の学名 Gagea は、18 - 19世紀のイギリスの植物学者、トマス・ゲイジ (en) (Thomas Gage) の名に因む。

## 種

### 日本で見られる種
- ヒメアマナ Gagea japonica Pascher - 北海道、本州、九州にややまれに分布する[1]。日本の環境省レッドリストの絶滅危惧IB類(EN)。
- キバナノアマナ Gagea lutea (L.) Ker Gawl. - 日本では、北海道、本州中部地方以北に多く、本州西部と四国はまれに分布する。国外では、千島、樺太、朝鮮、中国、シベリア東部、ヨーロッパに広く分布する[1]。
- エゾヒメアマナ Gagea vaginata Pascher - 北海道、南千島に分布する[1]。環境省レッドリストの絶滅危惧II類(VU)。

### 日本国外の主な種
- Gagea bohemica (Zauschn.) Schult. & Schult.f. - ヨーロッパ西部、中央部から地中海沿岸に分布
- Gagea caelestis Levichev - 中央アジアに分布
- Gagea calantha Levichev - 中央アジアに分布
- Gagea chlorantha (M.Bieb.) Schult. & Schult.f. - アジア西部からトルクメニスタン南部に分布
- Gagea dschungarica Regel - イランから中国北西部に分布
- Gagea germainae Grossh. - コーカサスに分布
- Gagea graeca (L.) Irmsch. - ギリシャからトルコ、キプロス、イスラエルに分布
- Gagea hiensis Pascher - シベリアから朝鮮に分布
- Gagea minima (L.) Ker Gawl. - ヨーロッパからコーカサスに分布
- コウライアマナ Gagea nakaiana Kitag. - パキスタンからシベリア、朝鮮、日本に分布
- Gagea pedata Levichev - 中央アジアに分布
- Gagea popovii Vved. - 中央アジアに分布
- Gagea pratensis (Pers.) Dumort. - ヨーロッパからトルコ北西部に分布
- Gagea pusilla (F.W.Schmidt) Sweet - ヨーロッパ中央部からコーカサスに分布
- Gagea reticulata (Pall.) Schult. & Schult.f. - ヨーロッパ南西部からヒマラヤ、北アフリカからアラビア半島に分布
- Gagea taurica Steven - クリミア半島、コーカサス北部に分布
- Gagea ugamica Pavlov - カザフスタン南西部に分布
- Gagea villosa (M.Bieb.) Sweet - ヨーロッパ、地中海沿岸からイラン南部に分布
- Gagea vvedenskyi Grossh. - アフガニスタンからパキスタン北西部、中央アジアに分布

## ギャラリー
- Gagea minima
- Gagea villosa
- Gagea villosa